# Richard-Wagner-Straße 54 (Mönchengladbach)

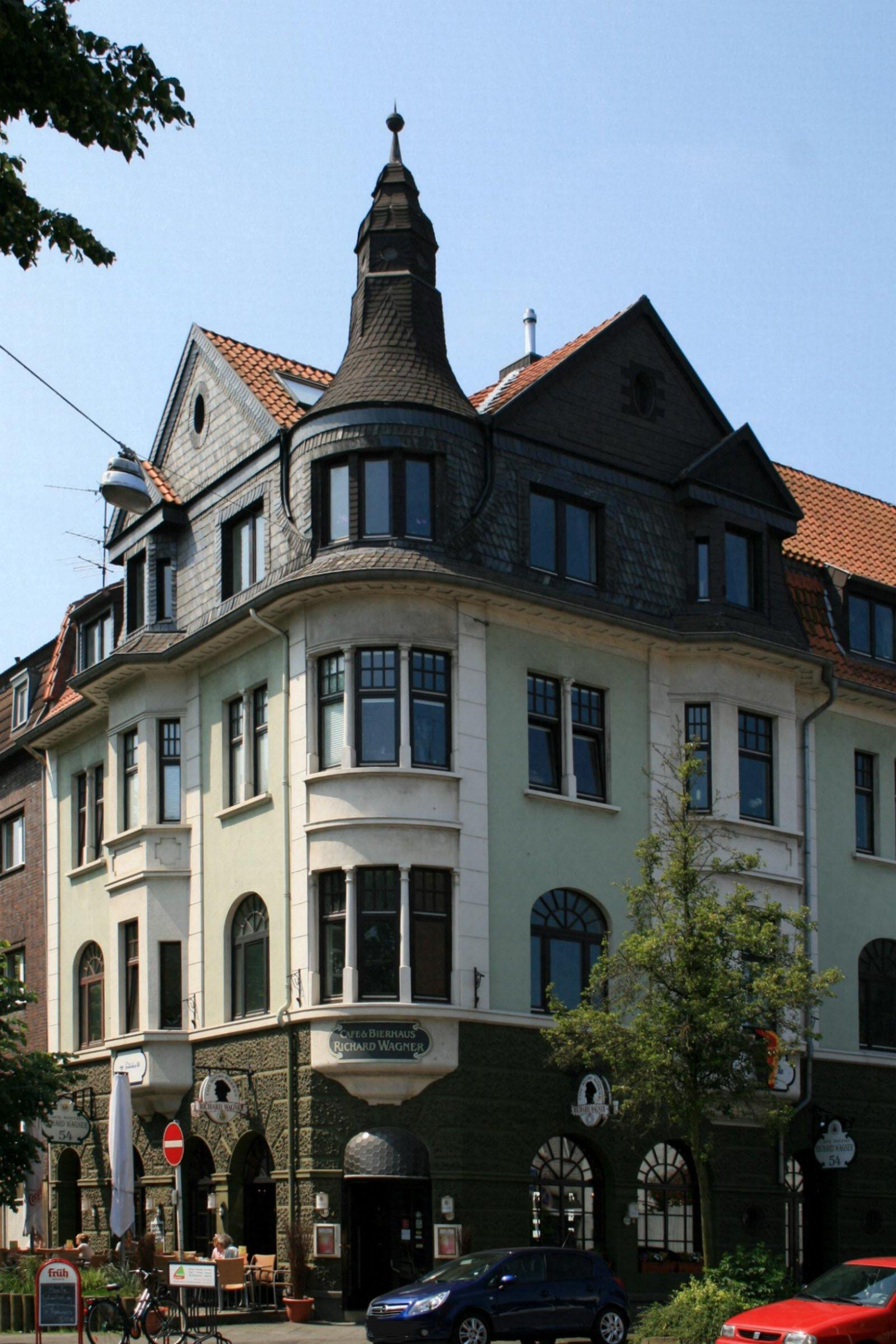
Wohngeschäftshaus (2010)

Das Wohngeschäftshaus Richard-Wagner-Straße 54 steht in Mönchengladbach (Nordrhein-Westfalen) im Stadtteil Dahl.
Das Gebäude wurde Anfang des 20. Jahrhunderts erbaut. Es wurde unter Nr. R 004 am 4. Dezember 1984 in die Denkmalliste der Stadt Mönchengladbach eingetragen.

## Lage
Das Objekt steht an markanter Stelle der Eckbebauung der Richard-Wagner-Straße mit der Brandenberger Straße. 

## Architektur
Bei dem Objekt handelt es sich um ein dreigeschossiges Wohngeschäftshaus, das zum Anfang des 20. Jahrhunderts errichtet wurde. Das Mehrfamilienhaus besitzt ein ausgebautes Dachgeschoss. Die Dachausbildung beider Giebel und des Eckturmes ist in Schieferarbeiten ausgeführt. Zur Brandenberger Straße ist ein gesonderter Wirtschaftshof mit einer Toreinfahrt.